# Clement Chang
Clement Chien-pang Chang    (Alternativname: chinesisch 張建邦, Pinyin Zhāng Jiànbāng; * 15. März 1929 in Yilan, Generalgouvernement Taiwan, Kaiserreich Japan; † 26. Mai 2018 in Zhongzheng, Taipeh) war ein taiwanischer Wirtschaftswissenschaftler, Zukunftsforscher, Hochschullehrer und Politiker der Kuomintang, der unter anderem zwischen 1964 und 1980 Präsident des Tamkang College of Arts & Science beziehungsweise von 1980 bis 1986 Präsident der daraus hervorgegangenen Tamkang-Universität sowie zwischen 1989 und 1991 Kommunikationsminister im Exekutiv-Yuan war.

## Leben
Clement Chien-pang Chang absolvierte nach dem Schulbesuch ein Studium der Wirtschaftswissenschaften an der Saint John’s University in Shanghai, welches er 1949 mit einem Bachelor of Arts (BA Economics) beendete. Ein postgraduales Studium im Fach Agrarökonomie an der University of Illinois at Urbana-Champaign schloss er 1952 mit einem Master of Science (MS Agricultural Economy) ab. Nach seiner Rückkehr lehrte er von 1955 bis 1965 als Professor für Agrarökonomie an der Nationaluniversität Taiwan (NTU) und übernahm zugleich zwischen 1958 und 1965 eine Professur für Wirtschaftswissenschaften am Tamkang College of Arts & Science. Nachdem er von 1958 bis 1964 Vizepräsident des Tamkang College of Arts & Science war, fungierte er zwischen 1964 und 1980 als Präsident dieses Colleges. Daneben engagierte er sich zwischen 1960 und 1974 als Präsident der Taipei City Educational Association, der Bildungsvereinigung der Hauptstadt Taipeh, und war 1962 als Berater der Delegation der Republik China bei den Vereinten Nationen.
Ende der 1960er Jahre begann Chang sein politisches Engagement für die Kuomintang KMT und war zunächst zwischen 1969 und 1981 stellvertretender Sprecher sowie als Nachfolger von Lin Ting-sheng vom 25. Dezember 1981 bis zu seiner Ablösung durch Chen Chien-chih am 1. Juni 1989 Sprecher des Stadtrates von Taipeh. Ferner fungierte er zwischen 1972 und 1990 als Vorsitzender des Christlichen Vereins Junger Menschen (YMCA) in der Republik China und wurde 1973 Direktor der dortigen Eisenhower Fellow Association. Des Weiteren war er zwischen 1975 und 1988 Gründer und Herausgeber der Monatszeitschrift „World of Tomorrow. Journal of Future Studies“. 1980 gehörte er zu den Gründern der aus dem Tamkang College of Arts & Science hervorgegangenen Tamkang-Universität und war bis 1986 deren erster Präsident. Er lehrte zudem von 1982 bis 1986 als Professor für Pädagogik an der Chengchi-Nationaluniversität (NCCU) und war Mitglied sowie 1984 Präsident der International Association of Universities (IAU). Des Weiteren war er 1986 Präsident der 1921 an der Peiyang-Universität gegründeten akademischen Ehrengesellschaft Phi Tau Phi (ΦΤΦ). Er war zwischen 1984 und 1993 Mitglied des Zentralen Ständigen Komitees der Kuomintang sowie von 1985 bis 1989 Präsident des Basketballverbands der Republik China. Er fungierte des Weiteren zwischen 1986 und 1989 als Vorstandsvorsitzender sowie von 1991 bis 1995 als Direktor der Tamkang-Universität. Darüber hinaus war er von 1988 bis 1989 sowohl Präsident der taiwanischen Antikommunistischen Weltliga WACL (World Anti-Communist League) als Präsident der Antikommunistischen Liga Asien-Pazifik APACL (Asian People’s Anti-Communist League).
Clement Chang löste am 1. Juni 1989 Kuo Nan-hong als Kommunikationsminister im Exekutiv-Yuan, der Regierung Taiwans, ab und bekleidete dieses Ministeramt unter Premierminister Lee Huan (21. Mai 1989 bis 1. Juni 1990) beziehungsweise dessen Nachfolger Hau Pei-tsun bis zum 24. April 1991, woraufhin Ma Cheng-fang kommissarischer Minister und Eugene Chien am 1. Juni 1991 neuer Minister wurde. Nach seinem Ausscheiden aus der Regierung gehörte er von 1993 bis 1997 noch dem Zentralkomitee (ZK) der KMT als Mitglied an und war von 1995 bis 1997 Leitender Berater des Nationalen Sicherheitsrates beziehungsweise zwischen 1997 und 2006 Leitender Berater von Staatspräsident Lee Teng-hui beziehungsweise ab dem 20. Mai 2000 von dessen Nachfolger Chen Shui-bian. Er war zuletzt von 1999 bis 2003 Präsident der aus der Antikommunistischen Weltliga WACL hervorgegangenen Weltliga für Freiheit und Demokratie WLFD (World League for Freedom and Democracy) und wurde nach seiner Emeritierung 2000 emeritierter Hochschulprofessor des Graduierteninstituts für Amerikanistik der Tamkang-Universität.

## Veröffentlichungen
- Education in a Changing Society
- What I Have Seen in the USA under Eisenhower Fellow, 1974
- Characteristics & Models of Governance of Colleges & Universities, 1980
- A study of bureaucratic, collegial, and political model of governance in six universities in Taiwan, Ching Sheng Book Co, Taipeh 1981
- The Monopolistic Competition of Higher Education, 1996
- 3 Decades of Futures Studies at Tamkang University, 1998
- Building a new vision for Asia-Pacific democracy and human rights, Asia-Pacific Democratic Cooperation Forum, Taiwan 2002, ISBN 9-5741-0-7094